# Deidre Hall
Pour les articles homonymes, voir Hall.
Deidre Hall est une actrice américaine, née le 31 octobre 1947 à Milwaukee (Wisconsin).

## Biographie
Le premier soap opera auquel elle a participé est Les Feux de l'amour de 1973 à 1975. Mais elle rencontre le succès et devient célèbre pour son rôle du docteur Marlena Evans dans Des jours et des vies.
Dans ce soap, elle incarne, avec Drake Hogestyn, l'un des couples phare de la série.
Elle a été nommée trois fois aux Daytime Emmy Awards en 1980, 1984 et 1985.
En 1995, elle a joué son propre rôle dans un téléfilm de John Patterson. Ce film, Le souhait d'être mère, raconte ses difficultés à devenir mère.

## Filmographie
- 1972 : Les Rues de San Francisco (S1.É9 "Au milieu des étrangers") : Bank Teller
- 1973-1975 : Les Feux de l'Amour : Barbara Anderson
- 1974 : Columbo : Au-delà de la folie (Mind over Mayhem) (Série TV) : une réceptionniste
- 1975 : Kung Fu (S3.É21 "Jeux barbares") : Luisa
- 1975 : S.W.A.T. (Section 4 ) (Saison 2 épisode 9) épisode Courthouse : Diane(fiancée de l'officier Jim Street)
- 1976 : Electra Woman & Dina Girl (Série TV) : Electra Woman
- 1976-1987, 1991-2009, 2011- ? : Des jours et des vies (Days of our Lives) : Dr. Marlena Evans
- 1984 : Hôtel (épisode "Transit") : Maggie Dawson
- 1984 : Un flic dans la mafia (3 épisodes) : Claudia Newquay
- 1986-1988 Our House : Jessica 'Jessie' Witherspoon
- 1990 : Columbo : (Saison 9, épisode 2 : "Tout finit par se savoir") (Columbo cries wolf) (série télévisée) : Diane Hunter
- 1990 : Arabesque (épisode : "The Sicilian Encounter") (série télévisée) : Claudia Carboni / Jennifer Paige
- 2011 : Drop Dead Diva (Saison 3, épisode 13) : elle-même
- 2014 : Ma vie rêvée ! (Lucky in Love) (TV) : Erin